# Paccar
PACCAR Inc. je ameriški proizvajalec tovornjakov. Podjetje je bilo ustavljeno leta 1905 kot Seattle Car Manufacturing Company. Med 2. svetovno vojno je proizvajal dele za bombnike B-17, tanke M4 Sherman in vojaške tovornjake. 
Leta 2011-12 je bil tretji največji svetovni proizvajalec srednjih in težkih tovornjakov. V letih 1993−2013 so zgradili okrog 130 000 tovornjakov. Paccar zasposluje okrog 22800 delavcev. 

## Podružnice
- Kenworth
  - Kenworth Australia
  - Kenworth Mexicana (Mehika)
- Peterbilt
- DAF Trucks
- Leyland Trucks
- Winch (Braden, Carco and Germatic)
- PacLease
- PACCAR Parts
- PACCAR Winch
- PACCAR Financial Corp
- PACCAR Global Sales
- PACCAR ITD (Information Technology Division)
- Dynacraft
- PACCAR Technical Center